# مصطفى عصمان
مصطفى عصمان، من مواليد 1906 أو 1907 في تونس وتوفي في تاريخ غير معروف في نيويورك، صحفي، رسام كاريكاتير، صانع نماذج ومصمم إنتاج سينمائي تونسي-أمريكي.
عصمان هو أول رسام كاريكاتير تونسي، المؤسس المشارك لاثنين من الصحف الساخرة في تونس، المضحك الممثل وواحد من أكثر القادة المبدعين من المشهد الصحفي في تونس خلال سنوات 1920. وهو ناشط في الحزب الحر الدستوري.
شارك مصطفى عصمان في عام 1927 في إنشاء "أفلام تونس"، أول شركة توزيع أفلام تونسية. في ثلاثينيات القرن العشرين، غادر تونس ليستقر في الولايات المتحدة وتوجه إلى سينما هوليوود ليصبح رسامًا وديكورًا في شركة إنتاج الأفلام الأمريكية الكبيرة باراماونت بيكتشرز.
مصطفى هو الأخ الأكبر للمصور التونسي الكبير الحبيب عصمان.

## تلفزيون
خصص الكاتب والصحفي والمؤرخ التونسي منصف شرف الدين حلقة كاملة من عرضه حكايات زمان، الذي يبث على قناة حنبعل، للحديث عن حياة مصطفى عثمان.

## قائمة المراجع
- مصطفى شلبي، التراث الصحفي لتونس، أد. بوسلامة، تونس ، 1986
- عزيز غليوز، فكاهة : مرآة خفية للمجتمع، أد. ذهب الوقت، تونس، 1995 (ردمك 978-9-973-75719-7)